# O-Town
O-Town é uma boy band americana de pop formada na 1ª temporada do reality show do canal ABC intitulado Making the Band, que foi ao ar no ano 2000. Os membros da banda são Jacob Underwood, Erik-Michael Estrada, Trevor Penick e Dan Miller. Ashley Parker Angel resolveu não voltar para o grupo em 2013. Ikaika Kahoano era originalmente parte da banda, mas foi substituído por Miller depois de abandonar o grupo antes da estreia. 
Após o lançamento de dois álbuns, O-Town (2000) e O2 (2001), o quinteto terminou em 2003. O grupo é conhecido pelas canções "All or Nothing" e "Liquid Dreams". Eles foram gerenciados originalmente por Lou Pearlman durante a primeira temporada de Making the Band, e depois do reality show por Mike Cronin e Mike Morin.

## História

### 2000:Making the Bande o álbum de estreia
O-Town foi reunido para a primeira temporada da série de reality show da ABC, Making the Band. Originalmente Ikaika Kahoano foi um dos cinco membros selecionados, mas uma disputa não revelada o levou a desistir, abrindo caminho para Dan Miller, que foi selecionado pelos quatro membros restantes. As classificações de Making the Band eram fortes o suficiente para justificar uma segunda temporada (e, eventualmente, terceira). Estas temporadas seguintes retratam o seu desenvolvimento como um grupo pop, seguindo as suas turnês e apresentações, etc. Tais eventos incluídos o desenvolvimento de seu segundo álbum, O2, sua transição para uma nova gravadora (J Records), e uma luta contínua para "provar-se como artistas legítimos". A terceira temporada de Making the Band foi transmitido na MTV, em vez da rede original, ABC.
Depois de uma temporada, Clive Davis, da J Records assinou com O-Town para seu novo selo. Davis acredita na comercialização do grupo, e programa o O-Town ser a estreia. Seu primeiro álbum, auto-intitulado de O-Town, impulsionado pela publicidade da série de televisão semanal, vendeu mais de dois milhões de cópias. Seu primeiro single, "Liquid Dreams", foi o primeiro single a alcançar o número 1 na parada da Billboard de vendas de singles sem alcançar a parada de airplays. O single conseguiu atingir o número 10 na Billboard Hot 100.

### 2001: "All or Nothing" e a continuação do sucesso
No entanto, sua novidade como personalidades da televisão logo passou, e o O-Town iria desfrutar de apenas um sucesso temporário. Jacob Underwood mesmo comentou, em uma recaptulação de Making the Band das temporadas um e dois, que depois de "Liquid Dreams", que só teve de provar ao público que eles não eram um sucesso temporário. No entanto, no final da primavera de 2001, O-Town lançou "All or Nothing" em 21 de julho de 2001, e a canção se tornou seu maior hit de sua carreira como um grupo. "All or Nothing" alcançou a posição #3 na Billboard Hot 100 e que a canção foi nomeado para vários prêmios, incluindo "Canção do Ano" durante o Radio Music Awards de 2001. O sucesso de "All or Nothing" concedeu-lhes a capacidade de ir para o ar com mais uma temporada de Making the Band. Perto do final da terceira temporada, fãs e telespectadores do O-Town assistiram enquanto tentavam levar sua carreira para o próximo nível, escrevendo sua própria música, ganhar o respeito de seus pares da indústria, e comercializar-se além de ser rotulado como uma "boy band". Eles nunca encontraram a aceitação do mercado que eles procuravam. Seu segundo álbum, O2, inicialmente prevista para o verão de 2002 (e planejou o single de estreia "I Showed Her" para algumas semanas antes do lançamento), foi adiada várias vezes, e como o tempo entre seu último single americano, o sucesso moderado "We Fit Together" (que entrou na trilha sonora de Dr. Dolittle 2), e da antecipação de O2, sem novos singles para obter airplay e não teve novos episódios de Making the Band, a popularidade de O-Town começou a diminuir.

### 2002-2003:O2e o fim do grupo
O-Town tinha estourou na cena em que boy bands e outros tipos de pop chiclete estavam começando a cair e perder a sua influência. As vendas de seu segundo álbum, O2, ficaram abaixo das expectativas. Seu single de estreia para O2, "These Are the Days", eventualmente entrou no Billboard Top 40 na 40ª posição, e os críticos, como os da Billboard.com, elogiaram seu segundo single, "I Showed Her" por ser uma música bem desenvolvida. Apesar deste sucesso moderado, O2 não estava nem perto do sucesso comercial de seu primeiro álbum, O-Town, e a banda saiu em turnê no verão de 2003 para promover o álbum. J Records demitiu a banda da gravadora em novembro de 2003.
Embora os fãs tentaram organizar campanhas para o O-Town assinar com uma nova gravadora, seus esforços tiveram pouco êxito. O grupo se desfez em 2003, e O-Town enviou um e-mail pessoal a todos os seus fãs, através do já extinto site O-town.com, agradecendo-os para as grandes memórias e experiências que tinham compartilhado juntos. No e-mail, os integrantes afirmaram que tinham dissolvido devido ao clima em mudança da indústria da música, junto com alguns problemas financeiros, insinuando que Lou Pearlman e sua empresa, Transcontinental Records, pode ter sido envolvido com essas questões. Nesse ponto, Pearlman já tinha experimentado muitos desafios legais por atos anteriores geridos por sua empresa, a Transcontinental, incluindo atos de grande sucesso, como os Backstreet Boys, 'N Sync, e Aaron Carter.

### 2006-2007: Carreiras solo
Os membros da O-Town foram para suas carreiras solo. O membro mais bem-sucedido do grupo tem sido Ashley Parker Angel, que assinou com a Blackground da Universal Records, e também dado o seu próprio reality show na MTV, There and Back. Lançado em 2006, o álbum de estreia solo de Ashley foi fortemente promovido, mas não alcançou números sólidos de vendas. Em janeiro de 2007, começou a interpretar o papel de Link Larkin na produção da Broadway, Hairspray. 
Ex-companheiro de banda, Trevor Penick, com o nome artístico Tre Scott, assinou com a Mach 1 Music, e trabalhou com o estabelecido produtor da indústria musical Eddie Galan. Os outros membros da banda manteve uma base de fãs e teve sucesso em seu próprio direito, como evidenciado por seus perfis do Myspace. Erik-Michael Estrada se juntou ao exército e embarcou em um programa de treinamento. Mas continuou no negócio da música e passou a colaborar e co-escrever músicas para outros artistas. Jacob Underwood passou a iniciar sua própria banda de country chamada Jacobs Loc.

### 2011-2013: Tentativa de reunião
A partir de janeiro de 2011, segundo o relato do site TMZ, quatro dos cinco membros originais estão de volta. Jacob, Erik, Dan, e Trevor se reuniram e estão em estúdio, provavelmente para a gravação de um novo álbum. Aparentemente, a reunião estava sendo ensaiada por menos um ano, quando os quatro tentaram convencer Ashley a retornar. No entanto, ao perceber que não estava interessado, eles decidiram voltar juntos como um quarteto. Pouco tempo depois Ashley abriu a respeito de porque ele não concorda com uma reunião. Em um comunicado, ele diz ao TMZ: 
| “ | O-Town foi um dos maiores capítulos da minha vida, por isso, quando a ideia de uma reunião foi trazido para mim, é claro que eu estava intrigado. No entanto, eu fiz a decisão para não ser parte de um reencontro do O-Town. Foi uma decisão difícil, mas finalmente necessária para seguir em frente com o próximo capítulo da minha carreira. | ” |

Erik-Michael Estrada respondeu à afirmação que diz "Se Ashley realmente quis reunir o O-Town… ele teria achado um modo 'de multi-incumbir' a reunião à sua carreira de ator". Erik diz que ele e o resto da banda combinaram todos com a rejeição de Ashley — mas explica, "eu pensaria somente que ele queria vir a bordo e ser uma parte dele… mas ele não faz e está bem".
Os membros restantes continuaram a reunião nos anos seguintes, mantendo os detalhes muito particulares.

### 2014:Lines & Circlese o retorno definitivo como quarteto
O-Town anunciou a sua volta definitiva no dia 31 de março de 2014 reiniciando o site oficial, e compartilharam um vídeo deles voltando para o estúdio.
Em 28 de maio de 2014, O-Town lançou uma prévia do single "Skydive" no SoundCloud. O single, previsto para ser lançado em 27 de julho, é o primeiro do álbum Lines & Circles. O álbum iria ser lançado em 3 de agosto, mas mudaram para a data para o dia 25.

### 2017-presente:Part 1 EPeThe O.T.W.N. Album
No ano de 2017, eles estrearam um novo single "Empty Space", além de anunciar um novo EP. Eles também anunciaram uma turnê com Ryan Cabrera em datas selecionadas, bem como alguns pontos da turnê I Love the 90s. O EP Part 1 foi lançado em 4 de agosto.
Em 22 de fevereiro de 2019 foi lançado o single do próximo álbum, "Hello World", com a participação de Colton Underwood, conhecido por participar da 23ª temporada do reality show The Bachelor. Todos os ganhos obtidos com a canção foram direcionados à Fundação Legacy de Underwood para ajudar a apoiar as pessoas que vivem com fibrose cística.
Em 24 de junho de 2019 foi noticiado que O-Town foi bloqueado pela Universal Music Group de registrar o nome do grupo como uma marca. O grupo está tentando registrar desde 2017 e a Universal Music entrou com um aviso de oposição em abril de 2019, justificando que o nome é muito semelhante ao selo Motown Records e que "poderia criar confusão, erro ou engano". O-Town apresentou uma resposta à oposição da Universal Music Group em 10 de junho do mesmo ano.
Em 2 de agosto foi lançado o quarto álbum de estúdio The O.T.W.N. Album (iniciais de On The Way Now). No dia 17 de agosto estreou o videoclipe da canção "Off" nos canais MTV Live e MTVU nos EUA.

## Integrantes

### Atuais
- Dan Miller (2000-2003, 2013-presente)
- Jacob Underwood (2000-2003, 2013-presente)
- Erik-Michael Estrada (2000-2003, 2013-presente)
- Trevor Penick (2000-2003, 2013-presente)

### Ex-integrantes
- Ashley Parker Angel (2000-2003)

## Discografia

### Álbuns de estúdio
- O-Town (2001)
- O2 (2002)
- Lines & Circles (2014)
- The O.T.W.N. Album (2019)

### Extended plays(EPs)
- Part 1 (2017)

### Álbuns de compilação
- Pokémon: The Movie 2000 - The Power of One (2000)

## Prêmios e nomeações
| Ano  | Prêmio             | Categoria                     | Trabalho    | Resultado | Ref.   |
| ---- | ------------------ | ----------------------------- | ----------- | --------- | ------ |
| 2001 | Teen Choice Awards | Choice Music: Breakout Artist | Eles mesmos | Venceu    | [ 13 ] |
| 2001 | Teen Choice Awards | Choice Music: Pop Group       | Eles mesmos | Indicado  | [ 13 ] |

## Turnês
Como ato de abertura
- Britney Spears – Dream Within a Dream Tour (2001)

Como banda participante
- My2K Tour (2016) (com Dream, 98 Degrees e Ryan Cabrera)
- Pop2000Tour (2019) (com Tyler Hilton, Aaron Carter, Ryan Cabrera e Lance Bass)